# ورلابورگدورف
ورلابورگدورف (به آلمانی: Werlaburgdorf) یک منطقهٔ مسکونی در آلمان است که در شلادن-ورلا واقع شده‌است. ورلابورگدورف ۷۷۰ نفر جمعیت دارد.